# Marjoe Gortner
Hugh Marjoe Ross Gortner, bekannt als Marjoe Gortner (* 14. Januar 1944 in Long Beach, Kalifornien), ist ein ehemaliger Erweckungsprediger und Schauspieler.
Bekannt wurde erstmals ab den späten 1940er-Jahren, nachdem er im Alter von nur vier Jahren der jüngste ordinierte Prediger  geworden war. 1972 erhielt er erneute Aufmerksamkeit durch die mit einem Oscar ausgezeichnete Filmdokumentation Marjoe über das einträgliche Geschäft des Predigens in der Pfingstbewegung. In den 1970er- und 1980er-Jahren war er insbesondere als Hauptdarsteller von B-Movies gefragt. Der Name „Marjoe“ ist ein Kunstwort, gebildet aus „Maria“ und „Joseph“.

## Kindheit und Jugend
Als Gortner drei Jahre alt war, bemerkte sein Vater Vernon Gortner, der in der dritten Generation Pastor war, dass sein Sohn ein Talent zur Verstellung hatte und sich in der Öffentlichkeit unbefangen gegenüber Fremden zeigte. Die Eltern behaupteten, ihr Sohn hätte eine göttliche Vision während eines Bades erhalten. Sie begannen ihm beizubringen, wie man predigt und studierten mit ihm das dazugehörige dramatische und leidenschaftliche Auftreten ein. Als er etwa vier Jahre alt war, arrangierten seine Eltern eine Hochzeitszeremonie für ein Filmteam der Paramount Studios, in der Marjoe als „the youngest ordained minister in history“ (dt.: der jüngste ordinierte Priester der Geschichte) auftrat. Wie vieles in Gortners Kindheit ist nicht mehr sicher feststellbar, wer ihn ordinierte oder ob er überhaupt wirklich ordiniert wurde.
Bis zum Erreichen des Teenageralters reiste er als „Wunderkind“ mit seinen Eltern durch die USA und trat in Erweckungsveranstaltungen auf. Neben Bibelpassagen brachten die Eltern ihm bei, wie man Geldsammlungen veranstaltet. Daneben verkauften sie vorgeblich heilige Gegenstände, die vor Krankheit und Tod schützen würden. Später schätzte Gortner, dass seine Eltern bis zu seinem 16. Lebensjahr etwa drei Millionen Dollar eingenommen hätten. Kurz nach Gortners 16. Geburtstag verschwand sein Vater mit dem Geld. Marjoe verließ daraufhin desillusioniert seine Mutter und wurde in San Francisco, wohin er mitgenommen wurde, der Liebhaber einer älteren Frau. Er verbrachte seine restliche Jugend als umherstreifender Hippie.

## Neuanfang als Prediger und Krise
Als er Anfang 20 war, entschied er in schwerer Geldnot, seine alten Fähigkeiten wieder zum Einsatz zu bringen, kehrte in das alte Umfeld zurück und trat mit einer charismatischen Bühnenshow nach dem Vorbild zeitgenössischer Rockstars (insbesondere Mick Jagger) auf. Er verdiente in jeweils sechs Monaten genug, um davon den Rest des Jahres in Kalifornien zu leben.
Ende der 1960er Jahre geriet Gortner in eine Gewissenskrise, speziell wegen seiner Androhungen der Verdammung, zu denen er sich in seinen Predigten genötigt sah. Daraufhin entschied er eine letzte Tour zu machen – diesmal für den Film. Unter dem Vorwand, einen Dokumentarfilm über seinen Dienst drehen zu wollen, stellte er ein Filmteam zusammen, das ihn während des Jahres 1971 bei seinen Erweckungsveranstaltungen begleitete. Ohne dass jemand davon wusste, gab er jedoch zwischen den Predigten hinter den Kulissen Interviews, in denen er intime Details offenlegte, wie er und seine Mitarbeiter vorgingen. Nach den Veranstaltungen lud er die Filmleute in sein Hotelzimmer ein, ihn dabei zu filmen, wie er das Geld zählte, das er an dem jeweiligen Tag gesammelt hatte. Der dabei entstandene Film Marjoe von Howard Smith und Sarah Kernochan gewann 1973 einen Oscar für den besten Dokumentarfilm.

## Filmschaffen
Nachdem sich Gortner von der Erweckungsszene abgekehrt hatte, versuchte er in Hollywood und in der Plattenindustrie Fuß zu fassen. Eine LP namens Bad, but not Evil (Gortners Selbstbeschreibung in dem Dokumentarfilm), erschienen bei Columbia Records, verkaufte sich aber schlecht und erhielt schlechte Kritiken. Die Schauspielkarriere begann 1973 mit einer Rolle in The Marcus-Nelson Murders, einem Pilotfilm für die Serie Kojak.
In den folgenden Jahren sah man ihn in dem Oscar-prämierten Ensemblefilm Earthquake und in dem Fernsehfilm Pray for the Wildcats.
Während der 1970er Jahre versuchte Gortner, basierend auf seinen Lebenserfahrungen und selbstfinanziert, einen Film über einen betrügerischen Evangelisten zu drehen. Die Dreharbeiten begannen in New Orleans. Nach weniger als sechs Wochen war er jedoch bereits bankrott. Gortner verschwand mit dem Filmmaterial im Wert von einigen Tausend Dollar, das meiste davon ungenutzt, und überließ das Filmteam in Dallas, wo die Dreharbeiten zum Schluss stattgefunden hatten, sich selbst. Der Film wurde nie fertiggestellt, das Material blieb verschwunden.
Gortner war von 1978 bis 1979 kurz mit Candy Clark verheiratet.
Gortners gelungenster Filmauftritt war die Rolle eines psychopathischen Drogendealers und Geiselnehmers in Milton Katselass Leinwandadaptation von Mark Medoffs Stück When You Comin’ Back, Red Ryder?, neben Peter Firth, Lee Grant, und Hal Linden.
Des Weiteren trat er in einigen B-Movies auf, wie The Gun and The Pulpit (1974), Die Insel der Ungeheuer (1976), und Star Crash – Sterne im Duell (1978). In den 1980ern sah man ihn wiederholt in Circus of the Stars. In Falcon Crest (1986–1987) spielte er Vince Karlotti, ein bestechliches Medium, bevor er seine Filmkarriere 1995 mit dem Film Wild Bill, in welchem er einen Prediger spielte, beendete.

## Filmographie (Auswahl)
- 1972: Marjoe (Dokumentarfilm)
- 1973: Der Mordfall Marcus-Nelson (The Marcus-Nelson Murders, Fernsehfilm)
- 1974: Pray for the Wildcats (Fernsehfilm)
- 1974: Barnaby Jones (Fernsehserie, Folge A Gold Record for Murder)
- 1974: The Gun and the Pulpit (Fernsehfilm)
- 1974: Erdbeben (Earthquake)
- 1976: Sie nannten ihn El Lute (Bobbie Jo and the Outlaw)
- 1976: Heroin Connection (Acapulco Gold)
- 1976: Die Insel der Ungeheuer (The Food of the Gods)
- 1976: SOS in den Wolken (Mayday at 40,000 Feet!, Fernsehfilm)
- 1977: Viva Knievel – Der Tod springt mit (Viva Knievel!)
- 1977: Sidewinder 1
- 1978: Star Crash – Sterne im Duell (Starcrash)
- 1979: When You Comin’ Back, Red Ryder?
- 1981/1983: Fantasy Island (Fernsehserie, 2 Folgen)
- 1983: Grabmal des Grauens (Mausoleum)
- 1983: Das A-Team (The A-Team; Fernsehserie, Folge Recipe for Heavy Bread)
- 1983/1985: T. J. Hooker (Fernsehserie, 2 Folgen)
- 1984: Matt Houston (Fernsehserie, Folge The Secret Admirer)
- 1984: Jungle Warriors
- 1984: Hellhole
- 1985: Airwolf (Fernsehserie, Folge Dambreakers)
- 1985: Hotel (Fernsehserie, Folge Bekanntschaften)
- 1986–1987: Falcon Crest (Fernsehserie, 17 Folgen)
- 1989: American Fighter 3 – Die blutige Jagd (American Ninja 3: Blood Hunt)
- 1990: Feuer, Eis & Dynamit
- 1995: Wild Bill